# Rugby Club Municipal Timișoara
Il Rugby Club Municipal Universitatea de Vest Timișoara o RCM Timișoara è un club di rugby a 15 rumeno di Timișoara.
Fondato nel 1949, ha vinto al 2016 quattro titoli di campione di Romania e fu, nel 1972, la prima squadra non di Bucarest a vincere un campionato nazionale.
Facente capo all'Università di Timișoara, il club milita nella Divizia Națională, prima divisione del campionato rumeno.
I suoi colori sociali sono il giallo e il blu.
Dal 2014 fa parte del Saracens Global Network all'interno del progetto di promozione mondiale del rugby dei Saracens.

## Storia
Nell'ottobre del 1949, il CSU Timisoara (Club Sportiv Universitar Timișoara) giocò la prima partita di rugby a Sighișoara con la squadra locale della città, vincendo 34-0.
Dal 1966, il nome della squadra cambiò in Universitatea Timișoara, con Mitică Antonescu a capo della squadra. Quell'anno cominciò la grande ascesa della squadra che portò nella stagione 1971-72 il titolo di campioni di Romania.

## Palmarès
- Campionati rumeni: 6
1972, 2012, 2013, 2015, 2016-17, 2017-18
- Coppa di Romania di rugby a 15: 4
2010-11, 2013-14, 2014-15, 2015-16